# Bánffy-kúria (Türe)
A türei Bánffy-kúria műemlék épület Romániában, Kolozs megyében. A romániai műemlékek jegyzékében a CJ-II-m-B-07802 sorszámon szerepel.

## Története
A kúria az 1700-as évek vége felé épült. Az épület főbejárata fölötti kőtáblán „1774 G. B. M.” olvasható. A kúriát körülbelül a kiegyezésig lakták a Bánffyak, majd Wilburg Aladár ezredes tulajdonába került, aki azt laktanyaként használta. A múlt század közepén néptanácsként használták az épületet, majd a kollektívnek adott otthont. Később bíróság, polgármesteri hivatal, községháza, kollektíva is, működött benne azonban egy ideje már üresen áll az épület.